# Louis-Pierre Spindler
Pour les articles homonymes, voir Spindler.
Louis-Pierre Spindler, né le 30 juin 1800 à Huningue (Haut-Rhin) et mort le 13 mai 1889 à Fontainebleau, est un peintre français.
Le peintre et marquettiste Charles Spindler est son neveu.

## Biographie
Louis-Pierre Spindler pratique le portrait, la peinture d'histoire et de genre, il est également illustrateur et dessinateur. Il travaille à Paris, séjourne pendant 14 ans en Angleterre où il est un portraitiste à la mode, puis se retire à Fontainebleau.